# 沙米爾·博爾查什維利
沙米爾·博爾查什維利（Shamil Borchashvili，1995年6月9日—），奧地利柔道運動員，他代表奧地利隊參加了日本舉行的2020年夏季奧林匹克運動會，並且在男子81公斤級比賽上獲得銅牌。